# Botifarra d'ou

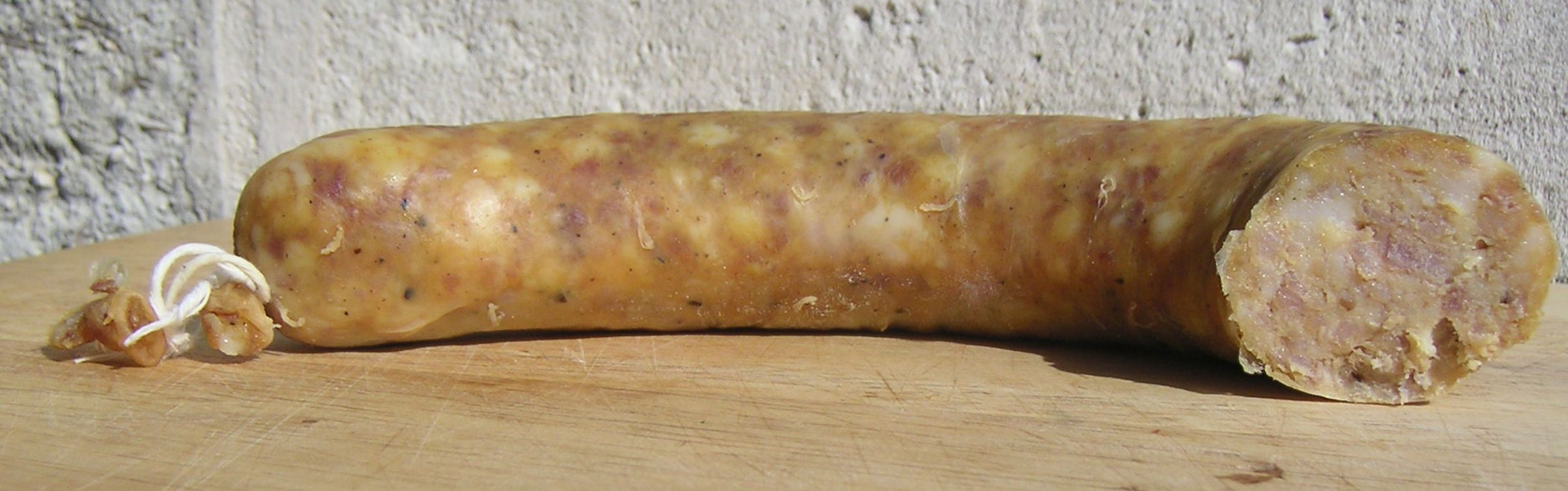
Botifarra d'ou

La botifarra d'ou, juntament amb la truita d'ous, són aliments lligats a la festa de carnaval, és a dir, als darrers dies abans de començar la quaresma, període en què no es menjaven ous ni carn.
La botifarra d'ou és un embotit fet de carn d'espatlla, cansalada, carn del cap, ous, sal i pebre negre. Té color groguenc i textura granelluda. Per la forma, el gust i l'elaboració, és molt similar a la botifarra blanca.
Originàriament, tant la botifarra d'ou com la truita són menges típiques de carnaval, i més concretament del Dijous Gras o Dijous Llarder, també conegut per dia de la truita o dia de l'ou i el porc. Antigament, els infants anaven per les cases a fer captes d'ous per elaborar els plats típics de la jornada, que eren les truites i els ous barrejats amb carn o botifarra d'ou i la coca de llardons. Aquest costum gastronòmic, que avui sobretot es manté en l'àmbit familiar, és una reminiscència dels grans àpats que es feien abans de la Quaresma, quan era obligatòria per a tothom.